# Morpho dickseei
Morpho dickseei är en fjärilsart som beskrevs av Le Moult 1926. Morpho dickseei ingår i släktet Morpho och familjen praktfjärilar. Inga underarter finns listade i Catalogue of Life.